# 다쓰노코 프로덕션
주식회사 다쓰노코 프로덕션(일본어: 株式会社タツノコプロ 가부시키가이샤 다쓰노코 푸로[*], 영어: Tatsunoko Production Co., Ltd.)은 일본의 애니메이션 제작사이다.

## 타츠노코 제작 애니메이션
- 마하 고고고 (1967년)
- 해치의 모험 (1970년)
- 피노키오의 모험 (1972년)
- 독수리 오형제 (1972년)
- 개구리 왕눈이 (1973년)
- 신조인간 캐산 (1973년)
- 타임 보칸 (1975년)
- 이상한 나라의 폴 (1976년)
- 프리파라 (2014년)
- 꿈의 라이브 프리즘스톤 (2013년)
- 프리즘 리듬: 디 마니 퓨처 (2012년)
- 아이돌타임 프리파라 (2017년)
- 메탈파이트 베이블레이드 시리즈 (2009년), (2010년), (2011년), (2012년)